# 森寺長貞
森寺 長貞（もりでら ながさだ）は、安土桃山時代から江戸時代初期にかけての武士。建部池田家（森寺池田家）3代当主。

## 生涯
天正16年（1588年）、池田長吉の次男として誕生。母は池田家家老・伊木忠次の娘。
池田家家老・森寺政右衛門忠勝の娘を正室に迎え婿養子となる。養父・忠勝の父・藤左衛門秀勝は、織田信秀の重臣で、長貞の祖父・池田恒興の育ての親。その子・忠勝は元織田信長の家来で恒興の家老となり、小牧・長久手の戦いの際には犬山城代を務めた。
忠勝は慶長4年（1599年）に没したが、跡を継ぐ男子がいないため、池田輝政の命で長貞が養子となって忠勝の家督を相続した。知行高7000石。慶長5年（1600年）の関ヶ原の戦いには、輝政の命で幼少の長貞に代わって、家老の石黒武左衛門が陣代となって森寺家の家臣を率いて出陣している。
慶長11年（1606年）8月2日、死去。享年19。長貞の正室は旗本・能勢頼隆に再嫁した。
実弟・長政が養子入りして家督を継ぎ、後に池田に改姓した。代々岡山藩の家老を務め備前国建部1万4000石を領したため、建部池田家とも森寺池田家とも呼ばれ、明治39年（1906年）9月17日に男爵となった。

## 系譜
- 父：池田長吉（1570-1614）
- 母：伊木忠次娘
- 養父：森寺忠勝
- 正室：森寺忠勝娘
- 養子
  - 男子：池田長政（1589-1634） - 池田長吉の三男